# Unity Temple
Unity Temple è un edificio progettato dall'architetto statunitense Frank Lloyd Wright, situato a Oak Park, Illinois, e considerato uno dei capolavori della sua carriera. Costruito tra il 1906 e il 1909, è il primo edificio pubblico realizzato da Wright e uno degli esempi più significativi del suo approccio all'architettura moderna. Dal 1973, la Unity Temple Restoration Foundation (UTRF) si occupa della sua conservazione e restauro .

## Storia
Nel 1905, l'unitariana Congregazione di Oak Park, che aveva perso la sua chiesa a causa di un incendio, incaricò Frank Lloyd Wright di progettare un nuovo edificio di culto. Wright, legato alla tradizione della sua famiglia unitaria e influenzato dalle idee di Ralph Waldo Emerson, accettò la commissione e presentò un progetto che si distaccava radicalmente dalle convenzioni architettoniche religiose tradizionali. Il progetto era destinato a rispondere alle necessità funzionali della congregazione, offrendo uno spazio per il culto e uno per le attività sociali, ma con una visione architettonica innovativa .
Wright presentò un edificio che rompeva con l'architettura ecclesiastica convenzionale, eliminando il campanile e la facciata frontale tradizionale. La scelta del materiale, il calcestruzzo armato, fu altrettanto audace, poiché era allora utilizzato principalmente per fabbriche e magazzini, ma non per edifici di culto. La struttura venne progettata per un costo di 45.000 dollari, una cifra molto inferiore rispetto a quella dei tradizionali edifici ecclesiastici della zona, ma il progetto richiese più di quattro anni per essere completato, con costi che alla fine superarono il budget iniziale .
L'edificio fu finalmente inaugurato il 26 settembre 1909, più di quattro anni dopo la distruzione della vecchia chiesa .

## Architettura

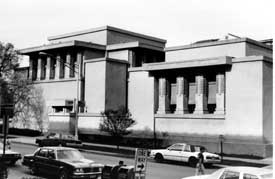
Esterno dell'Unity Temple.

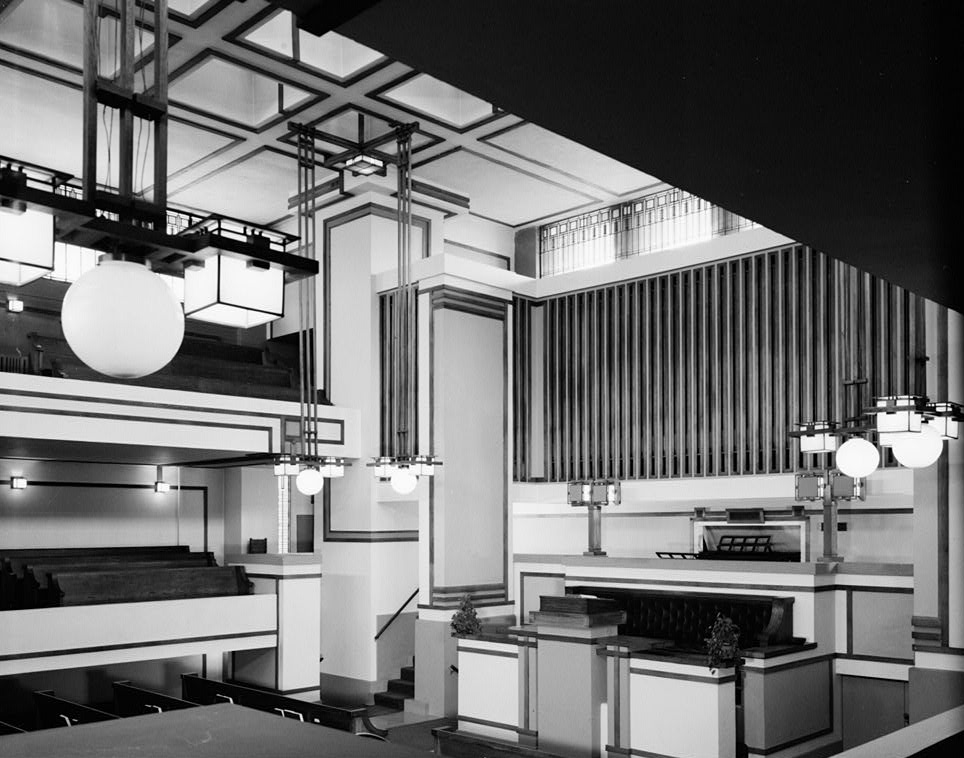
Dettaglio

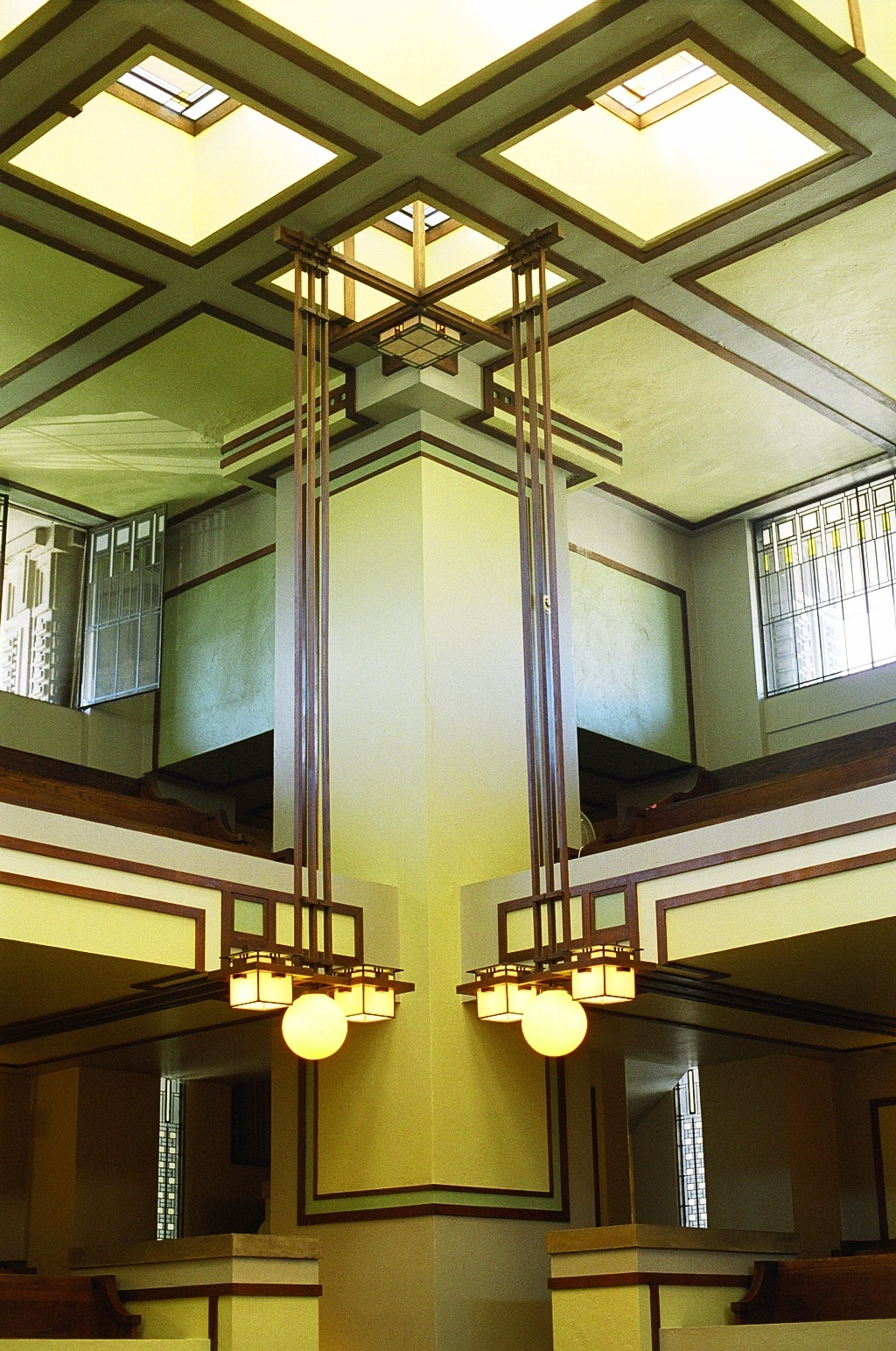
Interno dell'Unity Temple.

Unity Temple è un esempio straordinario di architettura modernista. La pianta dell'edificio è un quadrato perfetto, con il tempio situato al centro e circondato da cortili depressi che conducono al luogo di culto, creando un senso di separazione e introspezione. La struttura è realizzata interamente in calcestruzzo armato a vista, un materiale che Wright utilizzò in modo rivoluzionario per un edificio religioso, enfatizzando la bellezza intrinseca della materia e riducendo al minimo gli ornamenti .
L'edificio è composto da due principali spazi separati: Unity Temple, per il culto, e Unity House, per le attività sociali della congregazione. I due spazi sono collegati da un ingresso centrale basso e sobrio. Unity Temple, il cuore dell'edificio, è una sala di culto che può ospitare circa 400 persone, tutte visibili dal pulpito grazie alla disposizione delle panche, disposte in modo tale che tutti i fedeli sono a meno di 40 piedi dal punto di riferimento centrale . L'uso di lucernari e vetrate artistiche contribuisce a creare un'atmosfera unica, con luci che filtrano in toni di verde, giallo e marrone, evocando i colori della natura .
Il soffitto della sala di culto è caratterizzato da un complesso sistema di travi in calcestruzzo e lucernari, che forniscono una luce naturale calda e diffusa. Le vetrate artistiche, disposte come skylights e clerestorie, filtrano la luce attraverso il calcestruzzo, creando un'atmosfera serena e spirituale. Il design è volutamente privo di iconografie religiose tradizionali, riflettendo la visione di Wright di un'architettura che celebrasse l'umanità piuttosto che il divino .

## Restauro
Nel 2015, Unity Temple ha ricevuto un intervento di restauro complesso e premiato, volto a preservare le caratteristiche originarie dell'edificio pur implementando migliorie per garantirne la sostenibilità per il futuro. Il restauro, che ha richiesto un investimento di circa 25 milioni di dollari, ha incluso il ripristino del calcestruzzo e delle vetrate artistiche, nonché la modernizzazione degli impianti. Il progetto di restauro ha ricevuto numerosi riconoscimenti e premi per la sua eccellenza .
Un documentario del 2020, intitolato Unity Temple: Frank Lloyd Wright’s Modern Masterpiece, ha raccontato il processo di restauro, narrato dall'attore Brad Pitt, che ha approfondito l'importanza storica e architettonica dell'edificio .

## Riconoscimenti
Nel 2019, Unity Temple è stato incluso nell'elenco del patrimonio mondiale dell'umanità dell'UNESCO come parte del sito "Architettura del XX secolo di Frank Lloyd Wright". L'edificio è anche iscritto nel National Register of Historic Places e riconosciuto come National Historic Landmark ).

## Significato e Eredità
Unity Temple ha avuto un impatto duraturo sull'architettura moderna e ha contribuito a definire il corso della progettazione degli edifici pubblici del XX secolo. L'uso innovativo del calcestruzzo armato, l'approccio minimalista e l'orientamento verso una fruizione funzionale degli spazi, sono tratti distintivi che hanno reso l'edificio un punto di riferimento per le future generazioni di architetti. Come affermato dallo stesso Wright, Unity Temple rappresenta "la prima espressione di una nuova architettura" e un contributo fondamentale alla modernità .